# L'Artic
L'Artic és una muntanya de 1.821 metres que es troba al municipi de les Valls d'Aguilar, a la comarca de l'Alt Urgell.